# Jiří Vondráček (fotbalista)
Jiří Vondráček (* 13. březen 1993 Náchod) je český fotbalový útočník a mládežnický reprezentant, v současné době hrající za klub Spartak Police nad Metují.

## Klubová kariéra
Rodák z Náchoda Jiří Vondráček hrál nejprve za SK Náchod.
V roce 2011 přišel do Slavie Praha. Ke svému prvnímu zápasu v Gambrinus lize nastoupil v 14. srpna 2011 v dresu Slavie Praha proti Příbrami. Nastoupil v základní sestavě a odehrál první poločas. Utkání skončilo výsledkem 3:1 pro Slavii.

## Reprezentační kariéra
Byl členem české reprezentace U21, ve které debutoval pod trenérem Jakubem Dovalilem 24. dubna 2013 v přátelském zápase v Kroměříži proti Slovensku (výhra 1:0).